# Vauxhall (metropolitana di Londra)
Vauxhall è una stazione della linea Victoria della metropolitana di Londra.

## Storia
La stazione di Vauxhall è stata aperta a luglio del 1971, nell'ambito dell'estensione della linea da Victoria a Brixton.

## Interscambi
La fermata costituisce un importante interscambio con la stazione ferroviaria omonima.
Nelle vicinanze della stazione effettuano fermata numerose linee urbane automobilistiche, gestite da London Buses.
Dal molo di St. George, infine, è possibile fruire dei servizi fluviali di Londra gestiti da TfL.
- Stazione ferroviaria (Stazione di Vauxhall - linee nazionali)
- Fermata autobus
- Molo fluviale (Molo di St. George - London River Services)

## Galleria d'immagini

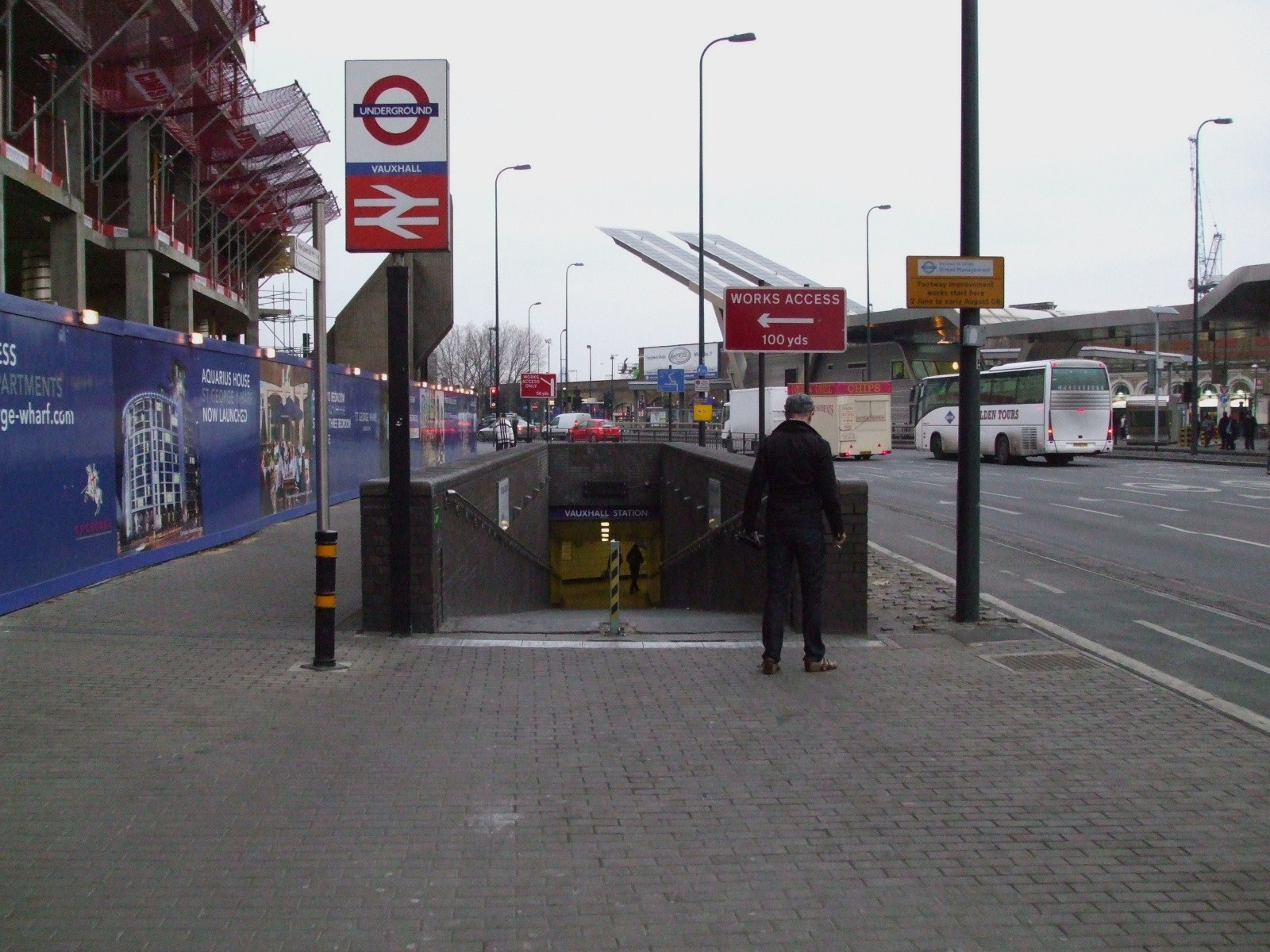
La stazione della metropolitana - entrata ovest